# Tyler Graff

Zawodnik Wisconsin Badgers

Tyler Lee Graff (ur. 3 czerwca 1989) – amerykański zapaśnik walczący w stylu wolnym. Zajął piąte miejsce na mistrzostwach świata w 2019. Triumfator mistrzostw panamerykańskich w 2017 i 2020. Dziewiąty na Uniwersjadzie w 2013 roku.
Zawodnik Loveland High School z Loveland i University of Wisconsin-Madison. Cztery razy All-American (2010–2014) w NCAA Division I; drugi w 2014; trzeci w 2013; piąty w 2010 i 2011 roku.